# Sarsia radiata
Sarsia radiata är en nässeldjursart som beskrevs av von Lendenfeld 1884. Sarsia radiata ingår i släktet Sarsia och familjen Corynidae. Inga underarter finns listade i Catalogue of Life.